# Langa (Àvila)
Langa és un municipi de la província d'Àvila, a la comunitat autònoma de Castella i Lleó. El seu nom s'ha descrit com un topònim de caràcter mossàrab que fa referència a un llac o llacuna permanent.

## Personalitats
- José Jiménez Lozano (1930), escriptor. Premi Cervantes 2002.